# فيرينك إلك
فيرينك إلك (بالمجرية: Elek Ferenc)‏ هو ممثل مجري، ولد في 3 يونيو 1974 في بودابست في المجر.

## وصلات خارجية
- فيرينك إلك على موقع IMDb (الإنجليزية)
- فيرينك إلك على موقع روتن توميتوز (الإنجليزية)
- فيرينك إلك على موقع قاعدة بيانات الفيلم (الإنجليزية)